# 疣果孪叶豆
疣果孪叶豆（学名：Hymenaea verrucosa）为豆科孪叶豆属的植物。分布在新加坡、桑给巴尔、台湾岛、斯里兰卡、马达加斯加、夏威夷、印度尼西亚等地，目前已由人工引种栽培。

## 别名
非洲叉叶树（台湾）